# Olof Hambraeus (1926–2005)
Olof Jonas "Hampan" Hambraeus, född 29 oktober 1926 i Orsa församling, Kopparbergs län, död där 21 december 2005, var en svensk präst. Han skapade 1946 Hamregården i Hornberga utanför Orsa, där han också var föreståndare fram till pensioneringen 1992. Han tog även initiativet till uppförandet av Hornberga kapell.
Hambraeus var gift med politikern Birgitta Hambraeus och son till prästen och författaren Axel Hambraeus som även skrivit en roman som utgår från sonens verksamhet på Hamregården: "Per-Magnus bygger" (1955). Om sin verksamhet har Olof Hambraeus skrivit i självbiografin "Mitt liv med Hamregården" (1996).
Olof Hambraeus mottog 1993 H.M. Konungens medalj i åttonde storleken i högblått band.